# Zemplínske Hámre
Zemplínske Hámre – wieś (obec) na Słowacji położona w kraju preszowskim, w powiecie Snina.

## Położenie
Zemplínske Hámre leżą u północnych podnóży pasma Wyhorlatu, u stóp Sninskiego kamenia, w dolinie potoku Barnov.

## Historia
Pierwsze wzmianki o miejscowości pochodzą z roku 1954.

## Demografia
Według danych z dnia 31 grudnia 2012, wieś zamieszkiwało 1266 osób, w tym 632 kobiety i 634 mężczyzn.
W 2001 roku rozkład populacji względem narodowości i przynależności etnicznej wyglądał następująco:
- Słowacy – 97,78%
- Czesi – 0,47%
- Niemcy – 0,08%
- Rusini – 0,24%
- Ukraińcy – 0,32%

Ze względu na wyznawaną religię struktura mieszkańców kształtowała się w 2001 roku następująco:
- Katolicy rzymscy – 95,41%
- Grekokatolicy – 0,87%
- Prawosławni – 0,4%
- Husyci – 0,08%
- Ateiści – 0,95%
- Nie podano – 1,34%